# Yedioth Ahronoth
Yedioth Ahronoth de fapt corect Yediot Aharonot (în ebraică: יְדִיעוֹת אַחֲרוֹנוֹת, pronunțat /jedi'ot aχaˈronot/ ⓘ; lit. Ultimele știri) este un ziar cotidian național publicat în Tel Aviv, Israel. Fondat în 1939, în timpul Mandatului britanic pentru Palestina, Yedioth Aharonoth a rămas cel mai răspândit ziar din Israel în termeni de vânzări și tiraj.
Yedioth Ahronoth Group, proprietarul ziarului, publică și un cotidian economic intitulat Calcalist.

## Istorie

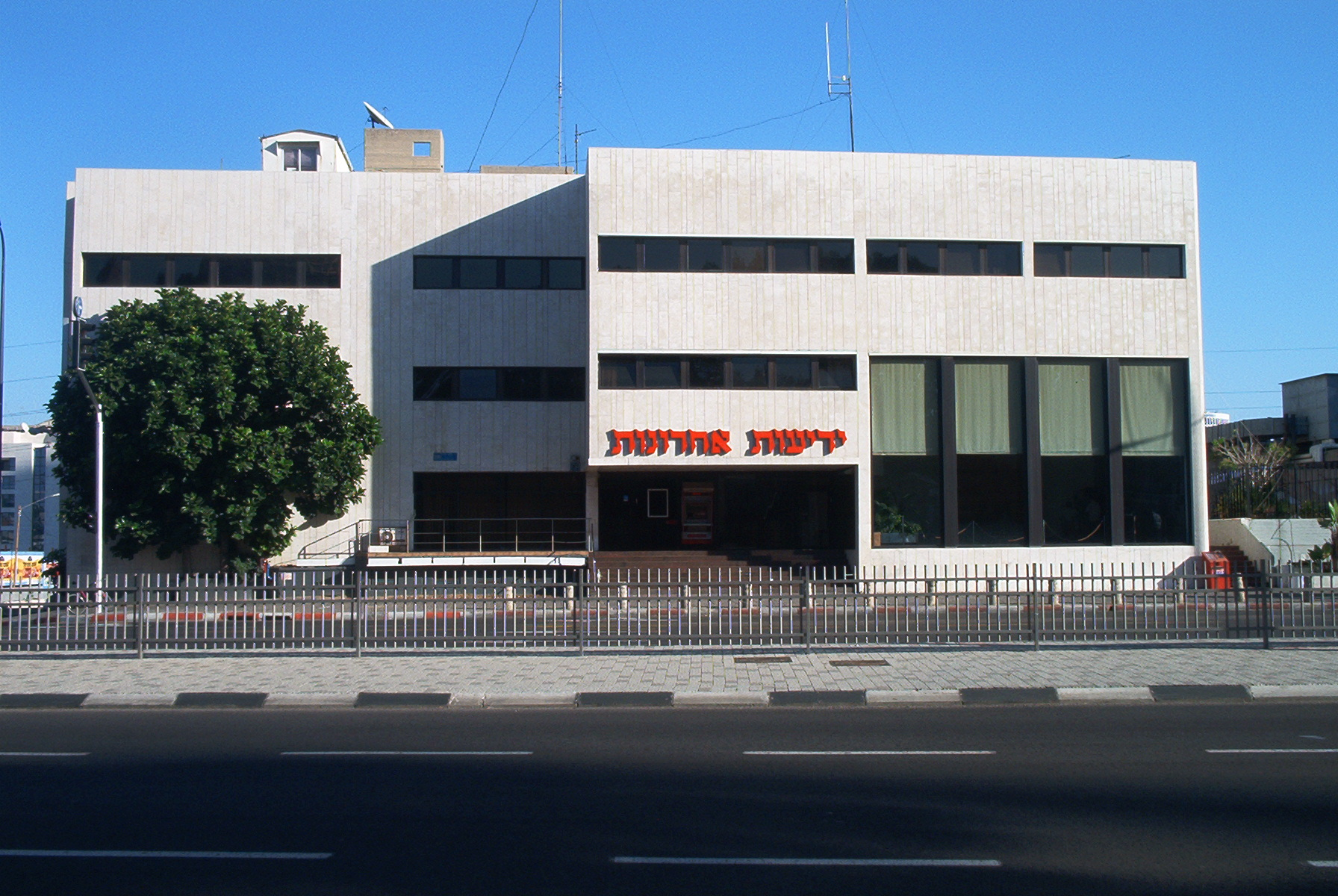
Fostul sediu al Yedioth Ahronoth din Tel Aviv, Israel

Yedioth Aharonoth a fost înființat în 1939 de către un investitor pe nume Gershom Komarov. A fost primul ziar de seară din timpul mandatului britanic pentru Palestina și a încercat să copieze formatul publicației London Evening Standard. Confruntându-se cu dificultăți financiare, Komarov i-a vândut ziarul lui Yehuda Mozes, un bogat negustor de terenuri, care a considerat jurnalul drept un hobby interesant și o investiție financiară pe termen lung. Fiii săi, Reuben și Noah, au condus ziarul, Noah Mozes devenind primul său redactor-șef.
În 1948, un grup larg de jurnaliști și oficiali, condus de redactorul-șef Azriel Carlebach, a părăsit ziarul și a înființat Yedioth Maariv, cunoscut ulterior sub numele de Maariv. Carlebach a fost înlocuit de Herzl Rosenblum. Acest lucru a dus la o concurență acerbă pentru tiraj și prestigiu între cele două publicații rivale și care a culminat în anii 1990, când ambele ziare au descoperit că își ascultau unul altuia telefoanele.
Începând din 2017, ziarul este condus de fiul lui Noah Mozes, Arnon Mozes. Timp de mai mulți ani redactorul-șef a fost fiul lui Herzl Rosenblum, Moshe Vardi, care a fost înlocuit în 2005  pentru scurta vreme de Rafi Ginat. Ziarul este publicat în format tabloid și, conform unuia dintre redactori, strategia sa de marketing pune accentul mai degrabă pe „dramă și interesele umane decât pe analizele sofisticate”. A fost descris drept „ziarul numărul unu al țării, fără îndoială”. Publicația este deschisă unei palete largi de opțiuni politice.
Ziarul este proprietatea Yedioth Ahronoth Group, firmă care mai deține acțiuni și în alte companii mass-media din Israel, precum Canalul 2, un post de televiziune comercial; Hot, o companie de televiziune prin cablu; Yedioth Tikshoret, un grup de hebdomadare; Vesti, un ziar în limba rusă; reviste, precum ghidul TV săptămânal Pnai Plus și revista săptămânală pentru femei La'Isha. Yedioth Aharonoth Group deține acțiuni și la alte companii non-media. Shilo De-Beera fost promovat redactor-șef în aprilie 2007.
În ianuarie 2017 au apărut în mass-media înregistrări secrete ale unor conversații între prim-ministrul Binyamin Netanyahu și Arnon Mozes, care discutau despre o potențială înțelegere în care ziarul i-ar fi oferit o acoperire de presă mai bună lui Netanyahu, iar în schimb guvernul ar fi limitat tirajele competitorului gratuitIsrael Hayom.

## Tiraj
Într-o măsurătoare a audiențelor efectuată de Target Group Index și comparând ultimele șase luni ale anului 2009 cu aceeași perioadă din 2008, Yedioth Ahronoth și-a păstrat titlul de cel mai citit ziar din Israel, însă rata sa de piață a scăzut ușor, de la 35.9 la 33.9%. În iulie 2010, măsurătoarea TGI constata că Israel Hayom depășise Yedioth Aharonoth, cu o rată a audienței de 35.2%, comparativ cu cea de 34.9% a Yedioth. După doar câteva luni de publicare a unei noi ediții de weekend, Israel Hayom a scăzut la 25.7%, în timp ce Yedioth Aharonoth a urcat la 43.7%.

## Orientare politică
Yedioth Aharonoth are în general o atitudine critică față de premierul Binyamin Netanyahu. Un studiu realizat de Moran Rada și Israeli Democracy Institute a arătat că acoperirea mediatică de către Yedioth Ahronoth a alegerilor legislative israeliene din 2009 a fost părtinitoare în majoritatea editorialelor, în favoarea partidului Kadima și a liderului său, Tzipi Livni, și că ziarul a ales să minimalizeze evenimentele care nu i-ar fi promovat acesteia o imagine pozitivă, exagerând pe de altă parte evenimentele favorabile lui Livni și partidului său. Oren Frisco a ajuns la o concluzie similară după alegerile din 2009 pentru Knesset și a scris că, de-a lungul campaniei, Yediot Ahronoth a fost părtinitor împotriva lui Netanyahu.
În 2017 s-a făcut public faptul că Netanyahu a înregistrat conversații avute cu președintele și redactorul-șef al Yediot Ahronoth, Arnon Mozes, în care Mozes îi propunea o înțelegere prin care Netanyahu ar fi avut parte de o acoperire publică favorabilă în ziar, în schimbul introducerii unei legislații dezavantajoase pentru principalul său competitor gratuit, Israel Hayom. Acest scandal a dus la deschiderea de către procuratură a „cazului 2000”, o investigație de corupție avându-i pe Netanyahu și Mozes drept principali suspecți.